# Petr Horáček (režisér)
Petr Horáček (* 23. ledna 1954, Praha) je český režisér komponovaných pořadů, filmové tvorby, divadelní tvorby, scenárista, moderátor, dramaturg, manager, mediální poradce, promotér a jednatel firmy Caddy group.

## Biografie
Petr Horáček se narodil v Praze 7. Navštěvoval ZŠ Umělecká v Praze 7. Během dětství byl členem dětského sboru školy (hudební a divadelní průprava). Byl též atletem Sparty Praha a navštěvoval LŠU. Před ukončením ZŠ odletěl s rodiči do Moskvy, kteří zastupovali PZO mimo republiku. Zde studoval na střední škole se zaměřením na zvukový zápis a hudební režii v rámci konzervatoře P. I. Čajkovského.
Na základě studia nastoupil (1971) do České televize ve Vladislavově ulici v Praze jako asistent zvuku. Během práce v ČT hrál v divadle D18 (1972–74) a v r. 1974 založil vlastní divadlo Lucerna společně s divadelním autorem Rudolfem Etteltem, kde se profiloval jako režisér i herec. Divadlo má svou scénu v Malostranské Besedě v Praze 1. Práce v divadle ovlivnila jeho uměleckou tvorbu i soukromý život, hlavně Balada pro banditu v režii Zdeňka Pospíšila, kde P.H. hrál hlavní roli Nikolu a byl asistentem režie. V letech 1975–1990 hostoval a sbíral zkušenosti v divadle ABC a Jaroslava Průchy na Kladně.
V roce 1976 odešel z ČT do Art Centra, kde později pracoval jako produkční i režisér na vlastních projektech a zakázkách Art Centra. Jeho život a dílo ovlivnilo také prostředí Malé Strany – Nerudovy ulice, kde od roku 1973 bydlel 26 let vedle režiséra Vladimíra Síse, jehož byl žákem. V této době spolupracoval s osobnostmi uměleckého světa jako Mirek Ondříček, Zdeněk Pospíšil, Waldemar Matuška, Radůz Činčera, Otakar Brousek, Eduard Cupák, Jiří Štěpnička, Josef Kemr, Martin Štěpánek, Richard Valenta, Martin Zounar, Zlata Adamovská, Yvonne Přenosilová, Josef Zíma, Petr Janda, Karel Gott, Jitka Zelenková, Karel Zich a další. Touto prací si tvořil jméno jako režisér dokumentárních filmů, eventů a společenských akcí, a tím získával klienty jako Čedok, Večerník Praha, MON, Siemens atd.
V roce 1986 založil vlastní reklamní agenturu Smart Team a realizoval PR činnost a své pořady již pod vlastní „hlavičkou“. Celým životem ho provázela práce na dětských projektech a projektech pro handicapované děti, jako Děti dětem, Úsměv na tváři a podobné akce. V roce 2008 zahájil golfové turnaje a akce. Sám se stal aktivním hráčem. Od roku 2009 začal s tvorbou komponovaných pořadů pro seniory, jako jsou Pohovka pro hosta, Pohodové Rendez-Vous a další. Na základě výsledků získal mnohá ocenění, jak z řad kolegů umělců, politiků a osobností, tak organizací AČRA m.k., řádu OCM hraběte Esterházyho, festivalu v Montecattini, festivalu v Heidenheimu a další. Je jednatelem společnosti Caddy group, která navázala na celoživotní tvorbu výroby dokumentárních filmů, na akce pro handicapované děti, pro seniory, pořádání golfových a společenských akcí.

##### Manželství a vlastní rodina
Petr Horáček je ženatý s Radkou Novákovou Horáčkovou, která je produkční na jeho projektech pro handicapované děti a společenských akcích. Z předešlého manželství má syna Petra (* 1980).

## Dílo a projekty
- 1971 – 1974 Česká televize Praha – zvukař, asistent režie
- 1973 – 1980 – zakladatel divadla Lucerna – umělecký a správní ředitel
- 1990 – současnost, autor charitativního projektu Děti dětem[1]
- 2000 – ocenění za celoživotní práci pro handicapované děti řád OCM
- 1991 – 2014 – spoluzakladatel AČRA m.k.[2] – viceprezident
- 1979 – 1982 Art Centrum AV projekt Světlo a zvuk ve Veliko Tarnovo BLR – produkce
- 1999 – současnost Úsměv na tváři charitativní zájezdní pořad pro děti z dětských domovů
- 1998 – 2001 – Oskar za odvahu – společenské akce za záchranu života pro VLP
- 2001 – 2008 – výstavy historických vozidel s programem „Veteran Rendez-Vous“ Horní Počernice Praha 20
- 2003 – Staroměstská radnice – ROK po té pro MHMP
- 2008 – současnost – golfové akce PHgolf[3]
- 2009 – Pohovka pro Hosta[4]
- 2014 – oslavy akce 15 let výročí Sametové revoluce – „Národní jinak“
- 2017 – dokument pro NFP Praha 1 „Nemocnice v srdci Evropy“
- 2019 – 25. společenský večer věnovaný ženám, které onemocněly rakovinou prsu „Sebevědomí pro každý den“
- 2020 – jednatel společnosti Caddy group[5]

### Ocenění
- 1976 – Jiráskův Hronov divadelní festival amatérských divadel – 1. místo
- 1978 – divadelní festival Heidenheim Německo – vítěz festivalu – Balada pro Banditu
- 1988 – cena za režii na festivale dokumentárních filmů Montecatini Pistoia
- 1992 – 2014 – 15 cen od AČRA m.k. za: režii, eventy, grafiku a scénář
- 2000 – řád OCM – od hraběte Esterházy za akce pro handicapované děti
- 2005 – cena hotelu Diplomat za dokumentární film „Amber Baltic“
- 2010 – cena od Jahn Reisen za dokumentární film „Cesta po Středozemním moři“
- 2019 – ocenění MUDr. Abrahámové – Proton centrum Praha za pořad Jubilejní 25. společenský večer věnovaný ženám, které onemocněly rakovinou prsu „Sebevědomí pro každý den“